# Partnach
Partnach jest górską rzeką w Bawarii w południowych Niemczech. Długość rzeki wynosi 16,5 km. Rzeka rozpoczyna się na wysokości 1400 m n.p.m. na górze Zugspitze. Partnach zasilana jest górską wodą roztopową. Ujście rzeki znajduje się w Garmisch-Partenkirchen do rzeki Loisach.

## Galeria

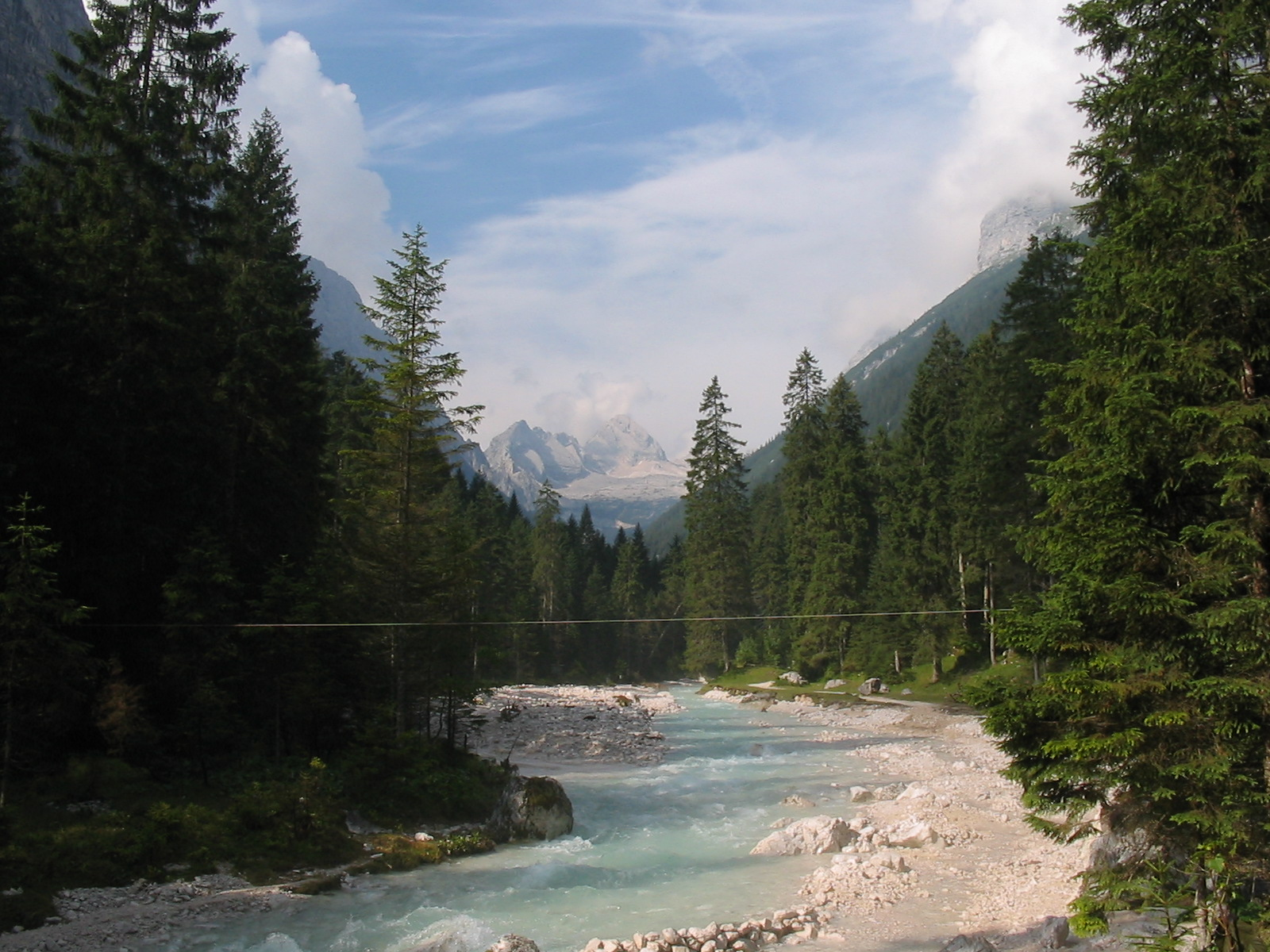
Rzeka Partnach
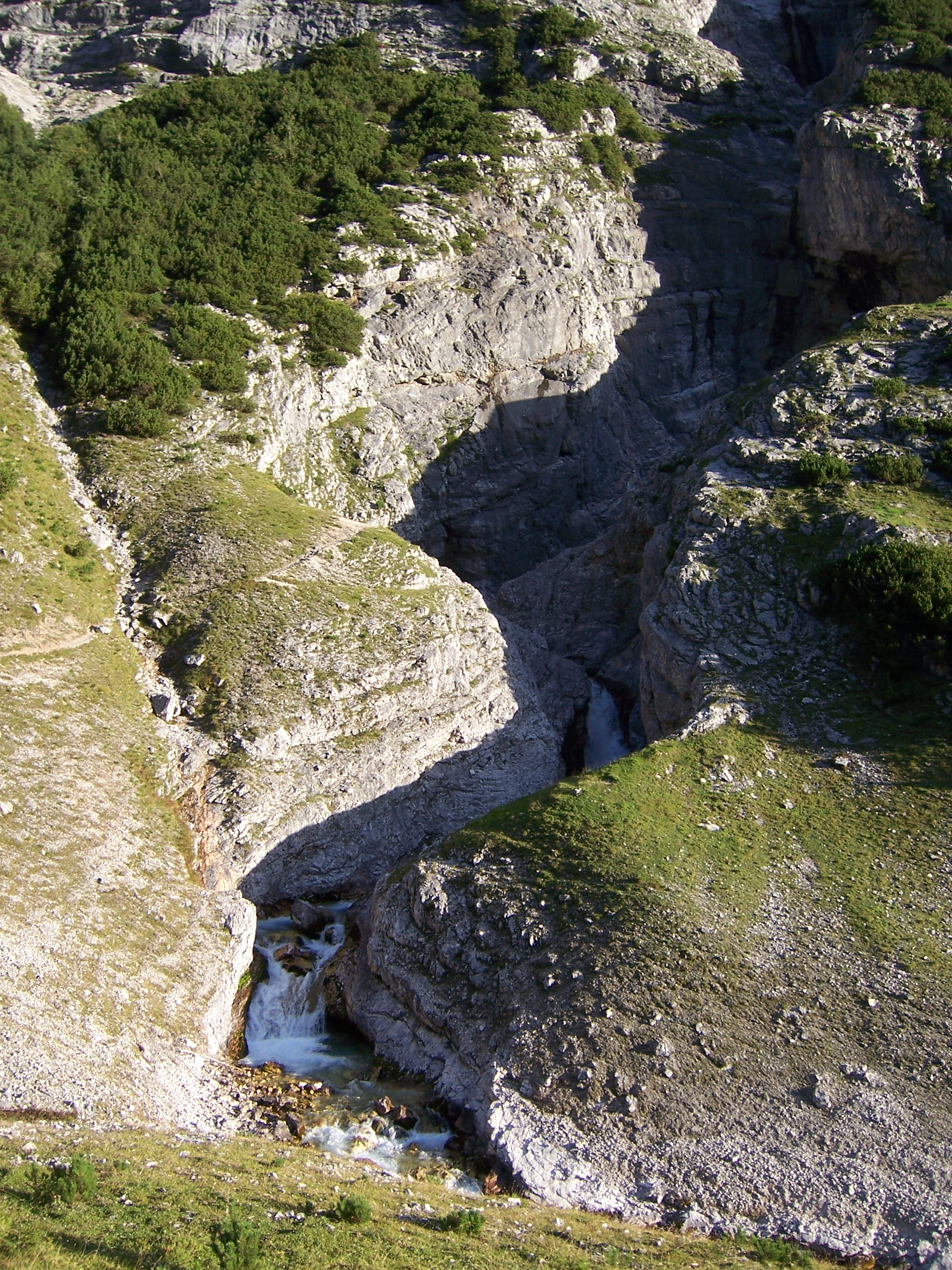
Źródło rzeki Partnach
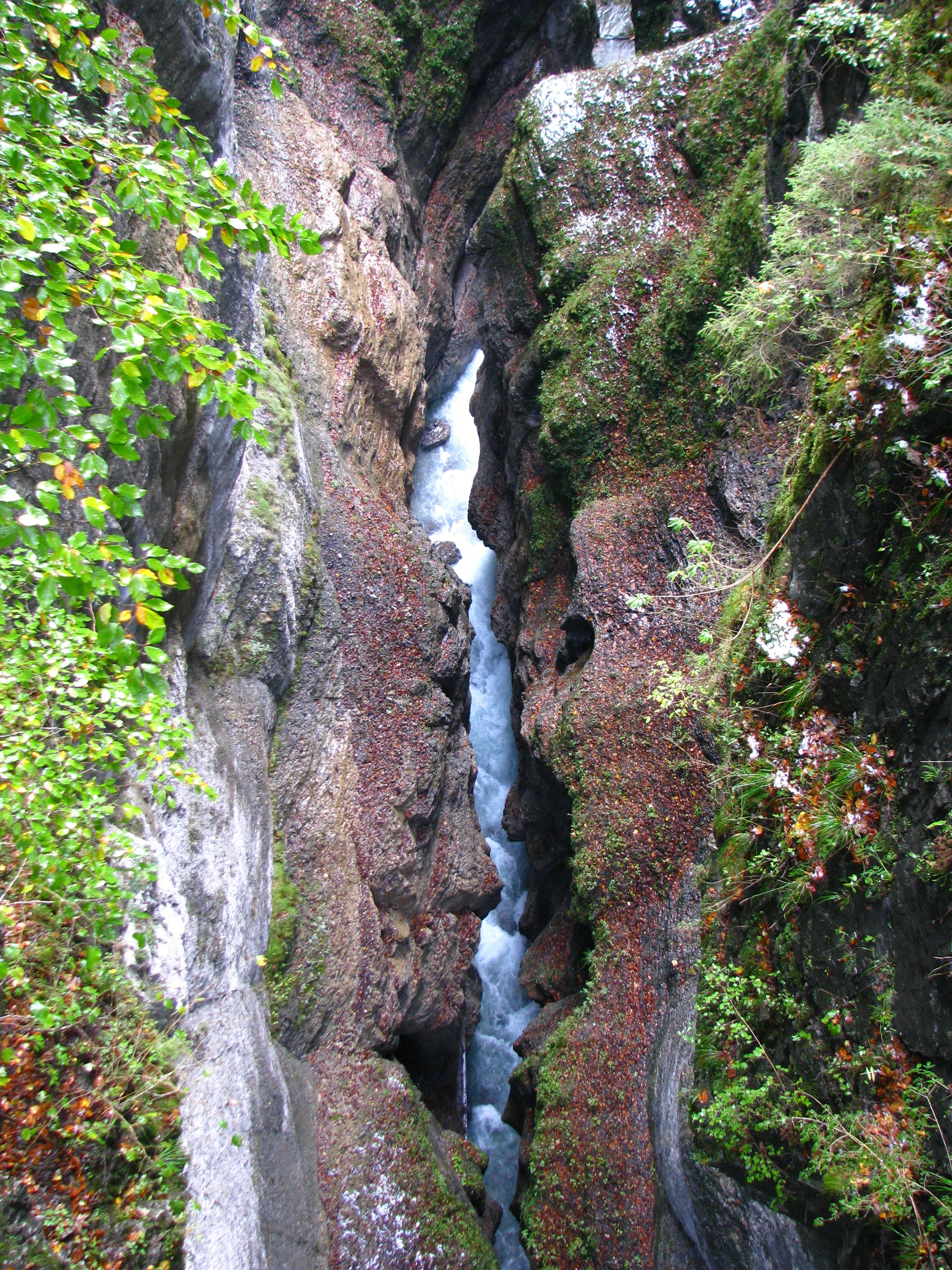
Widok wąwozu Partnach z góry
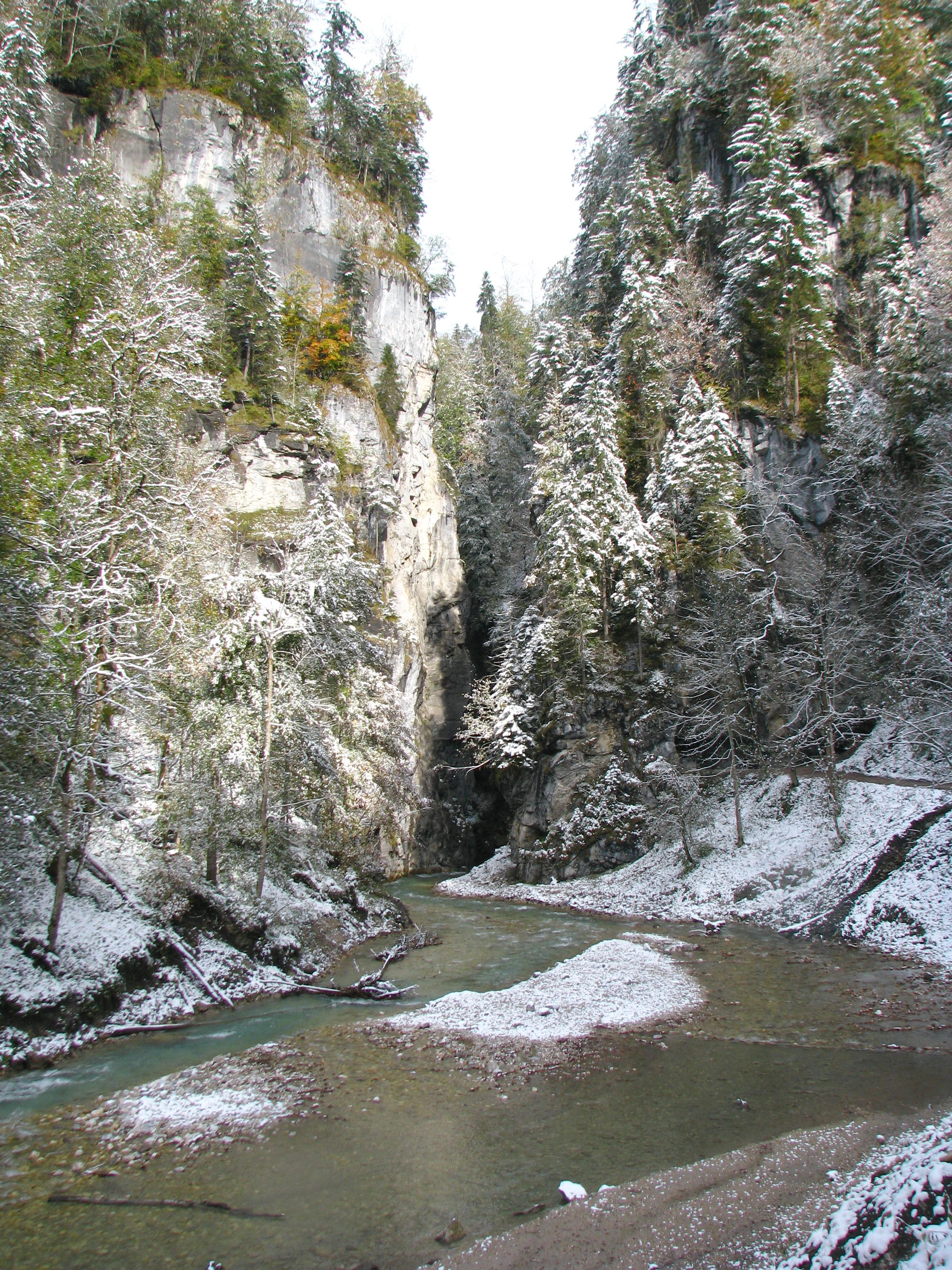
Wejście do wąwozu Partnach